# Wczasy wagonowe
Wczasy wagonowe – wczasy, których uczestnicy nocują w wagonach. Mogą być stacjonarne, kiedy wagon stoi w miejscu, mogą być również mobilne, podczas których wczasowicze przemieszczają się.

## Historia
Po raz pierwszy pomysł wczasów wagonowych pojawił się w latach 30. XX wieku, a pierwsze wczasy zorganizowano w dniach 1–12 lipca 1939 w Mikuliczynie w dolinie Prutu; wczasowicze wypoczywali w pięciu kempingowych wagonach mieszkalnych i jednym kąpielowym. Turnus kosztował uczestników 88 złotych od osoby, przy średnim zarobku miesięcznym pracownika fizycznego 150-180 złotych miesięcznie. Był to jedyny taki turnus przed wojną, wkrótce wagony przejęło wojsko, a podczas wojny trafiły w ręce niemieckie.
Idea odżyła zaraz po zakończeniu II wojny światowej. Już w 1946 zorganizowano wczasy wagonowe, m.in. w Bukowinie Tatrzańskiej oraz w Hallerowie. Z uwagi na zniszczenia wojenne pierwsze turnusy nie były dostępne dla całej Polski; korzystali z nich głównie kolejarze z Pomorza i Krakowa. W ten sam sposób organizowano kolonie letnie dla dzieci; jeden z największych ośrodków kolonii wagonowych znajdował się w Zagórzu Śląskim.
W latach 40. i 50. XX wieku wybudowano miasteczka kolejowe, m.in. w Łebie, Jastarni, Helu, Zakopanem, Nowym Targu, Rucianem-Nidzie i w Szczawnie-Zdroju. Wczasy były refundowane przez Fundusz Wczasów Pracowniczych. Wypoczynek zorganizowany był na zasadach turystyki zbiorowej ze wszystkimi elementami znanymi z klasycznych wczasów, łącznie z obecnością kaowca.
Zmierzch wczasów kolejowych nastąpił w latach 70. XX wieku, kiedy to powstało wiele ośrodków wypoczynkowych, również należących do Polskich Kolei Państwowych; ponadto kryzys lat 80. spowodował brak pieniędzy na zakup nowego taboru i remont już istniejącego. Obecnie jest możliwość wynajęcia wagonu na bocznicy w Helu; do dyspozycji jest kilkanaście wagonów. Wczasy wagonowe oferuje również Muzeum Kolejnictwa w Jaworzynie Śląskiej.

## Wagony

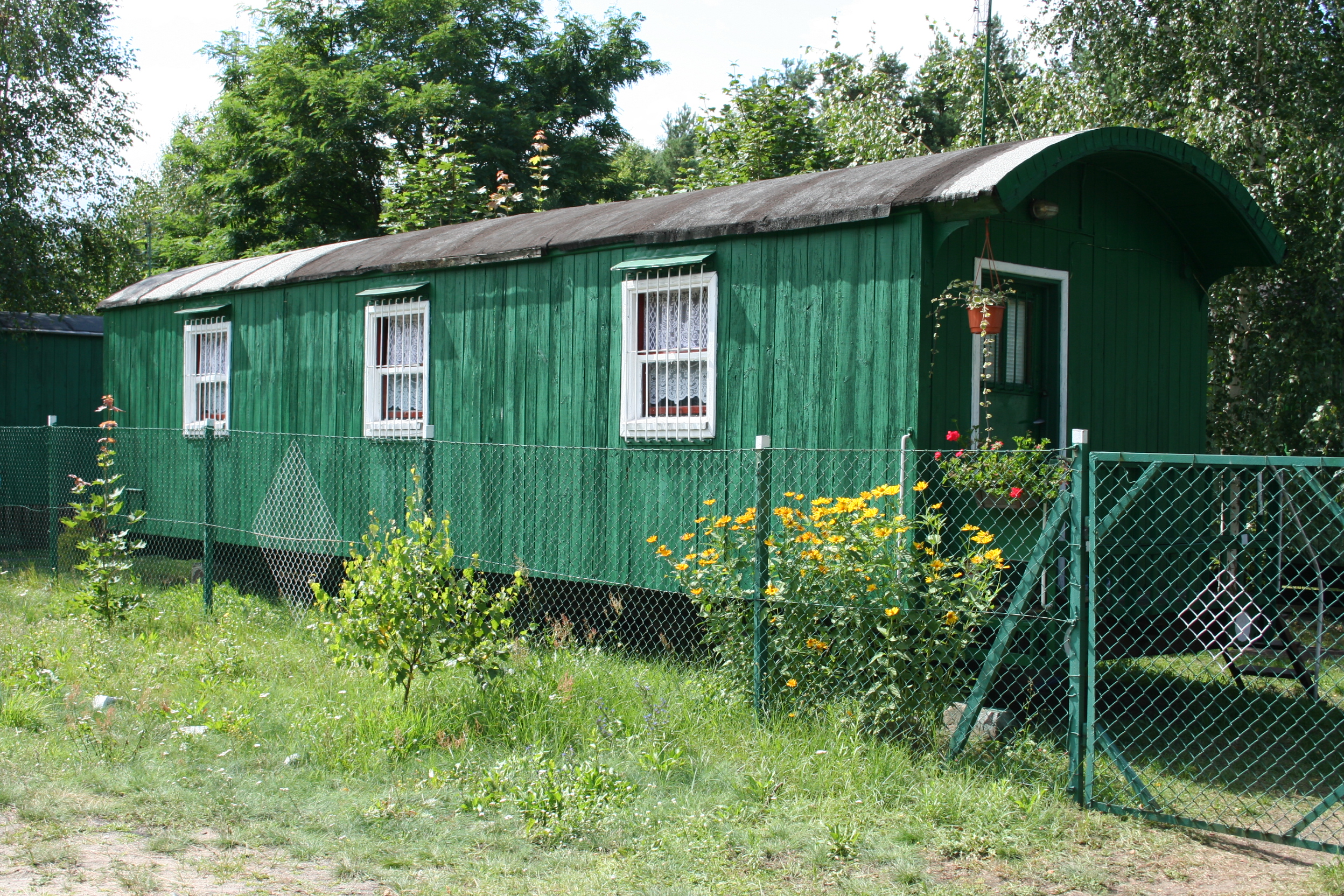
Wczasy kolejowe w Sierakowie

Wagony przeznaczone dla wczasowiczów (socjalne lub letniskowe) były adaptacjami wagonów osobowych, rzadziej towarowych, wycofywanych z ruchu, przeważnie pochodzących z początku XX wieku. Przeprowadzano gruntowne zmiany: łączono przedziały uzyskując pokoje, okna pociągów zastępowano oknami stosowanymi w regularnym budownictwie, siedziska zastępowano wersalkami, dobudowywano kuchnię, łazienkę i toaletę – tak zwany aneks socjalny. Wagony przerabiane w latach 70. nie miały już takich udogodnień i nie przebudowywano ich gruntownie, a nierzadko wcale. Wagony wczasowe nie były barakami, a panujące w nich warunki były komfortowe i przypominały domek letniskowy, tracąc prawie wszystkie cechy charakterystyczne dla wagonów. Wagony umieszczano głównie w pobliżu stacji kolejowych, nierzadko na bocznicach. Niekiedy okazywało się to uciążliwe dla wczasowiczów, gdyż nie wszystkie stacje były zelektryfikowane i np. w Zakopanem w latach 60. wagony bywały spowite dymem z parowozów.

## Wczasy wędrowne
Innym rodzajem wczasów wagonowych były wczasy wędrowne, podczas których wczasowicze mieszkali w wagonach, najczęściej sypialnych, dołączanych do planowych pociągów. Po przybyciu na stację docelową wagony były odłączane i odstawiane na bocznicach. Po dniu pobytu wczasowiczów w jednym miejscu dołączano je do innych pociągów i przewożono dalej. W roku 1965 na tego typu wczasach odpoczywało 165 tys. kolejarzy.